# پیکوبی‌اس‌دی
پیکوبی‌اس‌دی (به انگلیسی: PicoBSD) نسخه‌ای از فری‌بی‌اس‌دی، یکی از سیستم‌عامل‌های مبتنی بر بی‌اس‌دی بود که تنها به اندازه یک فلاپی دیسک حجم داشت. پیکوبی‌اس‌دی در گونه‌های مختلف خود، به کاربران اجازه می‌داد دسترسی شماره‌گیری ایمن داشته باشند، یک مسیریاب بدون نیاز به دیسک در اختیار داشته باشند یا حتی یک سرور dial-in داشته باشند که همه انها تنها بر روی یک فلاپی استاندارد 1.44 مگابایتی قرار داشت. پیکوبی‌اس‌دی بر روی یک پردازنده 386SX با ۸ مگابایت RAM اجرا می‌شد. پیکوبی‌اس‌دی یک نرم‌افزار آزاد بود و تحت پروانه بی‌اس‌دی منتشر می‌شد. توسعه‌دهنده اصلی آن Andrzej Bialecki نام داشت و آخرین نسخه پایدار آن هم 0.42 بود. Dinesh Nair اسکریپت‌های پیکوبی‌اس‌دی را برای FreeBSD 2.2.5 پورت کرد. به خاطر اینکه اندازه فایل‌های باینری FreeBSD 2.2.5 کوچک‌تر بودند، این امکان وجود داشت که تعدادی فایل باینری بیشتر را بتوان بر روی نسخه dialup جا داد. با انعطاف‌پذیری که فری‌بی‌اس‌دی فراهم می‌کرد، و هم چنین به خاطر در دسترس بودن کلیه کدهای منبع این سیستم‌عامل، این امکان وجود داشت تا یک نسخه کم‌حجم و جمع و جور نصب کرده و اعمالی از جمله موارد زیر را در آن انجام داد:
- ایستگاه کاری فاقد دیسک
- دسترسی dial-up پورتابل
- demo-disk سفارشی‌شده
- کنترلر توکار
- دیوار آتش
- سرور مخابراتی
- جایگزینی با یک مسیریاب تجاری
- سیستم اتوماسیون خانگی بدون دیسک
- و موارد دیگر

هم‌اکنون کدهای منبع پیکوبی‌اس‌دی در فری‌بی‌اس‌دی هم گنجانده شده است که به توسعه‌دهندگان سیستم‌های توکار اجازه می‌دهد تا ایمیج‌های مختص به خودشان را از سیستم ایجاد کرده و مورد استفاده قرار دهند. کدهای منبع پیکوبی‌اس‌دی در مسیر ‎/usr/src/release/picobsd/ قرار دارد. در نسخه ۵ فری‌بی‌اس‌دی، نانوبی‌اس‌دی جایگزین پیکوبی‌اس‌دی شد.